# Pliszka leśna
Pliszka leśna (Dendronanthus indicus) – gatunek małego wędrownego ptaka z rodziny pliszkowatych (Motacillidae), jedyny przedstawiciel rodzaju Dendronanthus. Występuje w Azji, nie jest zagrożony.

## Systematyka
Gatunek ten po raz pierwszy zgodnie z zasadami nazewnictwa binominalnego opisał Johann Friedrich Gmelin pod nazwą Motacilla indica. Opis ukazał się w 1789 roku w 13. edycji linneuszowskiego „Systema Naturae”. Jako miejsce typowe autor wskazał Indie. Obecnie gatunek umieszczany jest w monotypowym rodzaju Dendronanthus. Nie wyróżnia się podgatunków.

## Morfologia
Mierzy 16–18 cm, waży 14–17 gramów. Z wierzchu szarooliwkowa, z czarnym wierzchem głowy, białą brwią i czarnym paskiem przez oczy. Sterówki szare. Spód ciała brudnobiały, pierś czarna z białym paskiem na górze i dwoma żółtopłowymi przy brzegu. Czarne skrzydła mają dwa białe paski oraz trzy żółtawe plamki.

## Zasięg występowania
Zasiedla wschodnią Azję – od Rosyjskiego Dalekiego Wschodu (Kraj Nadmorski) po południowo-wschodnie Chiny i południową Japonię; sporadycznie także północno-wschodnie Indie (Asam). Zimuje w południowej i południowo-wschodniej Azji. Sporadycznie pojawia się także w Omanie, na Malediwach oraz w ZEA.

## Ekologia i zachowanie
ŚrodowiskoJej środowiskiem są różnego rodzaju lasy.
LęgiJest monogamiczna, lęgi wyprowadza zwykle od kwietnia do czerwca. W przeciwieństwie do innych pliszek buduje na drzewie gniazdo w kształcie kubeczka, do którego składa 4–5 jaj. Zwykle lęg umieszczony jest blisko wody. Inkubacja trwa 13–15 dni, wysiaduje jedynie samica, natomiast samiec w tym czasie ją dokarmia. Karmieniem piskląt zajmują się oboje rodzice. Młode są w pełni opierzone po około 10–12 dniach od wyklucia.
PożywienieJak inne pliszki, jest owadożerna, zjada też pająki, małe mięczaki i robaki. Żeruje na ziemi i konarach drzew.

## Status
IUCN uznaje pliszkę leśną za gatunek najmniejszej troski (LC, Least Concern). Liczebność światowej populacji nie została oszacowana, ale ptak ten opisywany jest jako lokalnie pospolity. Ze względu na brak dowodów na spadki liczebności bądź istotne zagrożenia dla gatunku BirdLife International uznaje trend liczebności populacji za prawdopodobnie stabilny.